# Johan van Zweden
Johan Hendrik van Zweden (Winschoten, 29 juni 1896 – Arnhem, 9 juli 1975) was een Nederlandse schilder en beeldhouwer.

## Leven en werk
Van Zweden werd geboren in Winschoten, waar zijn ouders zich in 1896, na repatriëring uit Nederlands-Indië, hadden gevestigd. Zijn vader Hendrik Berend van Zweden was van 1883 tot 1896 vrijwilliger in het Koninklijk Nederlandsch-Indisch Leger. In 1893 was hij getrouwd met de Chinees-Indische Margaretha Rurop uit Semarang. Johan Hendrik, het derde kind uit dit huwelijk, volgde een opleiding aan de Rijksnormaalschool Winschoten en behaalde in 1918 zijn hoofdakte in Groningen. Hij was korte tijd werkzaam als onderwijzer in Winschoten, maar kreeg hetzelfde jaar een vaste aanstelling in Kampen. In 1921 volgde aanstelling in Groningen, waar hij teken- en schilderlessen ging volgen aan de Academie Minerva. Eerst de aanvangscursus voor beginners, waar een van zijn medecursisten Wobbe Alkema was, en het jaar daarop studeerde hij aan de afdeling Decoratief Schilderen met onder anderen Jan van der Zee. Buiten Minerva om vond hij een leraar in Jan Altink en ook wel in Jan Wiegers.
Gedurende het verenigingsjaar 1922-1923 was hij aspirant-lid van de Groninger Kunstkring De Ploeg. In 1924 strandde zijn poging lid te worden op de ballotage-commissie. Een poging later dat jaar had meer succes en vanaf 23 september 1924 was hij aangenomen als werkend lid van het kunstenaarscollectief. In augustus 1924 had hij al een kamer betrokken bij Altink, met wie hij inmiddels bevriend was geraakt. In zijn Groninger jaren werden vele portretten gemaakt van Van Zweden (bijgenaamd "Shanghai Bobby", vanwege zijn Aziatische trekken) door de Ploegleden, waaruit persoonlijke vriendschap en sympathie bleek.
In 1926 kreeg Van Zweden een aanstelling in Amsterdam, waar ook zijn ouders inmiddels woonden, als onderwijzer en hoofd van de Van Swedenrijckschool, door de leerlingen ook wel genaamd de rijke Van Zwedenschool. Hij hield zich intensief bezig met het tekenonderwijs. De banden met De Ploeg werden losser, maar hij bleef lid en exposeerde nog met de groep. In Amsterdam werd hij lid van de Communistische Partij Holland (CPH), waarbij ook Joris Ivens, die hij goed kende, zich had aangesloten. In 1929 huwde hij Suze ("Dee") Rijser, die sinds 1927 wiskundelerares was in Arnhem. Het paar vestigde zich in Arnhem, waar Van Zweden tot zijn dood bleef wonen. Hij werd actief als tekenaar en vooral als beeldhouwer. Van 1931 tot 1942 volgde hij eerst boetseerlessen aan de avondopleiding van het Genootschap Kunstoefening in Arnhem bij de beeldhouwer Gijs Jacobs van den Hof en later de dagopleiding boetseren, houtplastiek en ten slotte beeldhouwen in steen. Jacobs van den Hof en Han Wezelaar, die zelf beïnvloed waren door de Franse beeldhouwers Aristide Maillol en Charles Despiau, waren zijn voorbeeld. In 1933 stopte hij zijn politieke activiteiten en ging zich meer aan de kunst wijden. In 1935 verbleef hij met Jan Wiegers, om enkele weken te schilderen, in Frauenkirch bij Davos in Zwitserland, waar meermalen Wiegers vriend Ernst Ludwig Kirchner werd bezocht, die het werk van Van Zweden zou gaan beïnvloeden.
Tijdens de Tweede Wereldoorlog sloot hij zich aan bij het kunstenaarsverzet, maar hij werd spoedig opgepakt en gevangengezet in Kamp Vught. Daar kon hij met medeweten van de kampcommandant een eigen atelier opzetten. Na diens vertrek was hij werkzaam in de tekenkamer van de Philipswerkplaats Vught. In mei 1944 werd hij gedeporteerd naar concentratiekamp Dachau, waaruit hij in april 1945 werd bevrijd.
Na de oorlog werd hij door Mart Stam, als vervanger voor de omgekomen beeldhouwer Frits van Hall, aangesteld als docent aan het Instituut voor Kunstnijverheidsonderwijs (de latere Gerrit Rietveld Academie) in Amsterdam. 
Aanvankelijk maakte hij vooral portretten van kinderen, onder andere de sculpturen Pascal uit 1941, Bram de Zwaan kleutertje uit 1941/42, Lieneke van der Wiel uit 1941, Portret Marianne uit 1947, Sonja uit 1952 en Sandra Sok uit 1960. Ook maakte hij portretten van bekende tijdgenoten als Johan van der Woude, Albert van Dalsum (1940/42) en Eduard Verkade.

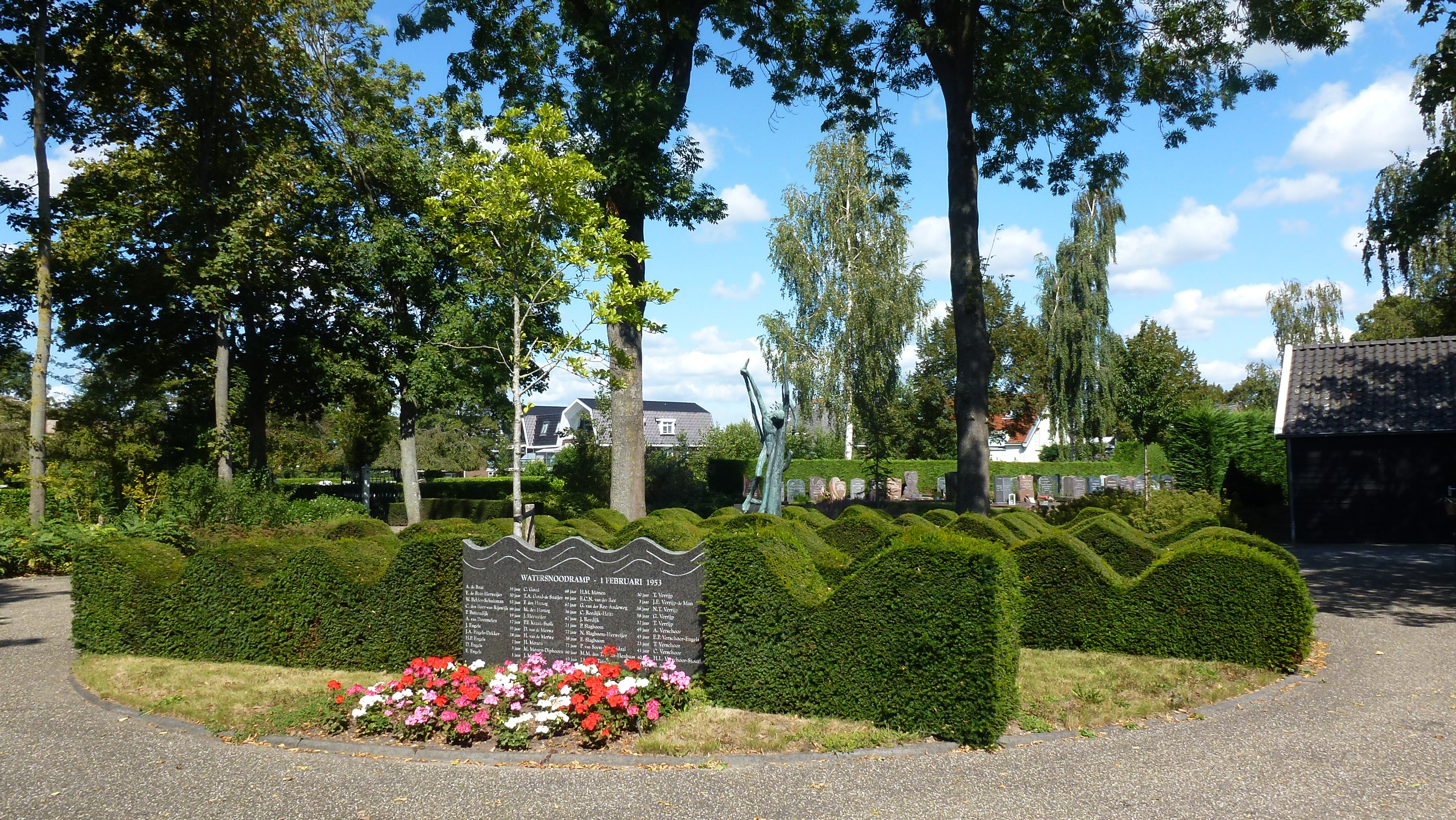
Watersnoodmonument Strijen

## Beeldhouwwerken (selectie)
- Portret Mevrouw Van Zweden (1938)
- Manja, portret van een Joods meisje (1940)
- Gerda Henriët (1941)
- Torso (1941)
- Portret Dr. C. Albers (1948), gymnasium in Arnhem
- Oorlogsmonument Piet de Springer (Jan de Bloois) (1948), Brink in Langbroek
- Oorlogsmonument (1950), Markt in Hasselt
- Knaapje (1955)
- Jongensfiguur (1955), gemeentehuis Renkum
- Watersnoodmonument (1957), begraafplaats in Strijen
- Portret Burgemeester Matser (1960)
- Mr.dr. P.G. van Tienhoven (1959/60)[4], hoek Sweerts de Landasstraat/Zijpendaalseweg in Arnhem
- Jongen, meisje en paard (1965), Bataafse Kamp in Hengelo
- Mr. S. baron van Heemstra (1965), park Warnsborn in Arnhem
- Touwtje springen (1966)
- Chaland qui passe

## Citaat
Kijken, observeren en vervolgens werken van binnen uit